# Żabi Mnich
Der Froschmönch (polnisch Żabi Mnich, slowakisch Žabí Mních, ungarisch Békás-Barát) ist ein Berg in der Hohen Tatra mit einer Höhe von 2259 m n.p.m. an der polnisch-slowakischen Grenze.

## Lage und Umgebung
Unterhalb des Gipfels liegen die Täler Fischseetal (Dolina Rybiego Potoku) im Westen (Polen) und Almengrund (Bielovodská dolina) im Osten (Slowakei). 
Nachbargipfel sind die Kleine Froschspitze (Żabi Szczyt Niżni), der von ihm durch die Froschscharte (Białczańska Przełęcz) getrennt wird, und die Große Froschspitze (Żabi Szczyt Wyżni), der von ihm durch den Bergpass Obere Froschscharte (Białczańska Przełęcz Wyżnia) getrennt wird. 

## Etymologie
Der polnische bzw. slowakische Name Żabi Mnich/Žabí Mních bedeutet ebenfalls Froschmönch. 

## Tourismus
Der Froschmönch liegt auf keinem markierten Wanderweg. Er ist jedoch für Kletterer mit einer Genehmigung der Verwaltung eines der Nationalparks zugänglich. Als Ausgangspunkt für eine Besteigung eignen sich die Schützhütten Schronisko PTTK nad Morskim Okiem und Schronisko PTTK w Dolinie Roztoki.

## Belege
- Zofia Radwańska-Paryska, Witold Henryk Paryski, Wielka encyklopedia tatrzańska, Poronin, Wyd. Górskie, 2004, ISBN 83-7104-009-1.
- Tatry Wysokie słowackie i polskie. Mapa turystyczna 1:25.000, Warszawa, 2005/06, Polkart ISBN 83-87873-26-8.